# Олександр II (цар Картлі)
Олександр II  (Назар Алі Мірза), (пом. 23 листопада 1737) — цар Картлі (1735–1736), цар Кахетії під іменем Олександра III (1736–1737), другий син царя Давида II.

## Життєпис
Цар Давид II (Імам Кулі-хан) (1709–1722), батько Олександра, виховувався при дворі перського шаха, де прийняв іслам разом зі своїми трьома синами.
У 1734–1735 роках крупний іранський полководець Надір-шах окупував Північний Азербайджан, Східну Вірменію та Східну Грузію, вигнавши звідусіль турецькі гарнізони. У червні 1735 року Надір-шах розгромив турецьку армію у битві між Ечміадзіном і Карсом. На вимогу Надір-шаха кахетинський цар Теймураз II зі знатними вельможами прибув до нього на уклін до Єревана, де був затриманий разом зі своїм оточенням. У жовтні перська армія вторглась до Грузії та підійшла до Тбілісі. Полонений Теймураз зміг утекти і сховатись у Телаві. Надір-шах спустошив Картлі та Кахетію, безліч людей було вбито та уведено в рабство. Надір-шах призначив перським намісником («валі») у Тбілісі Олександра, племінника Теймураза. 1736 року Олександр був присутнім під час зведення Надір-шаха на шахський престол у Муганському степу. Того ж року Олександр посварився з ханом та був змушений до Кахетії.
1736 року Надір-шах проголосив своїм намісником і царем Картлі Абдуллах-Бега (Арчіла), сина царя Ієссе. Олександр звернувся по допомогу до цариці Тамари, дружини свого дядька Теймураза, який перебував у полоні у Надір-шаха. Тамара відмовилась і продовжила підтримувати права свого чоловіка. На бік цариці Тамари, яку підтримували Гіві Чолакашвілі, перейшли кісікці й туші. Перський ставленик Назар-Алі-мірза, який не зумів закріпитись у Картлі й Кахеті, був змушений залишити свою батьківщину та піти до Персії.
Восени 1737 року Назар-Алі-мірза, призначений командувачем грузинського допоміжного корпусу в перській армії, брав участь у воєнній кампанії Надір-шаха в Афганістані, де й загинув під Кандагаром.

## Родина
Олександр був одружений з Маріам, дочкою ерістава Шанше Ксанського (пом. 1753). Діти:
- Іван Грузинський (1730–1795),
- Ана Грузинська (1723–1780), з 1743 року — дружина князя Петра Дадіані (1716–1784).